# Sich del Danubio

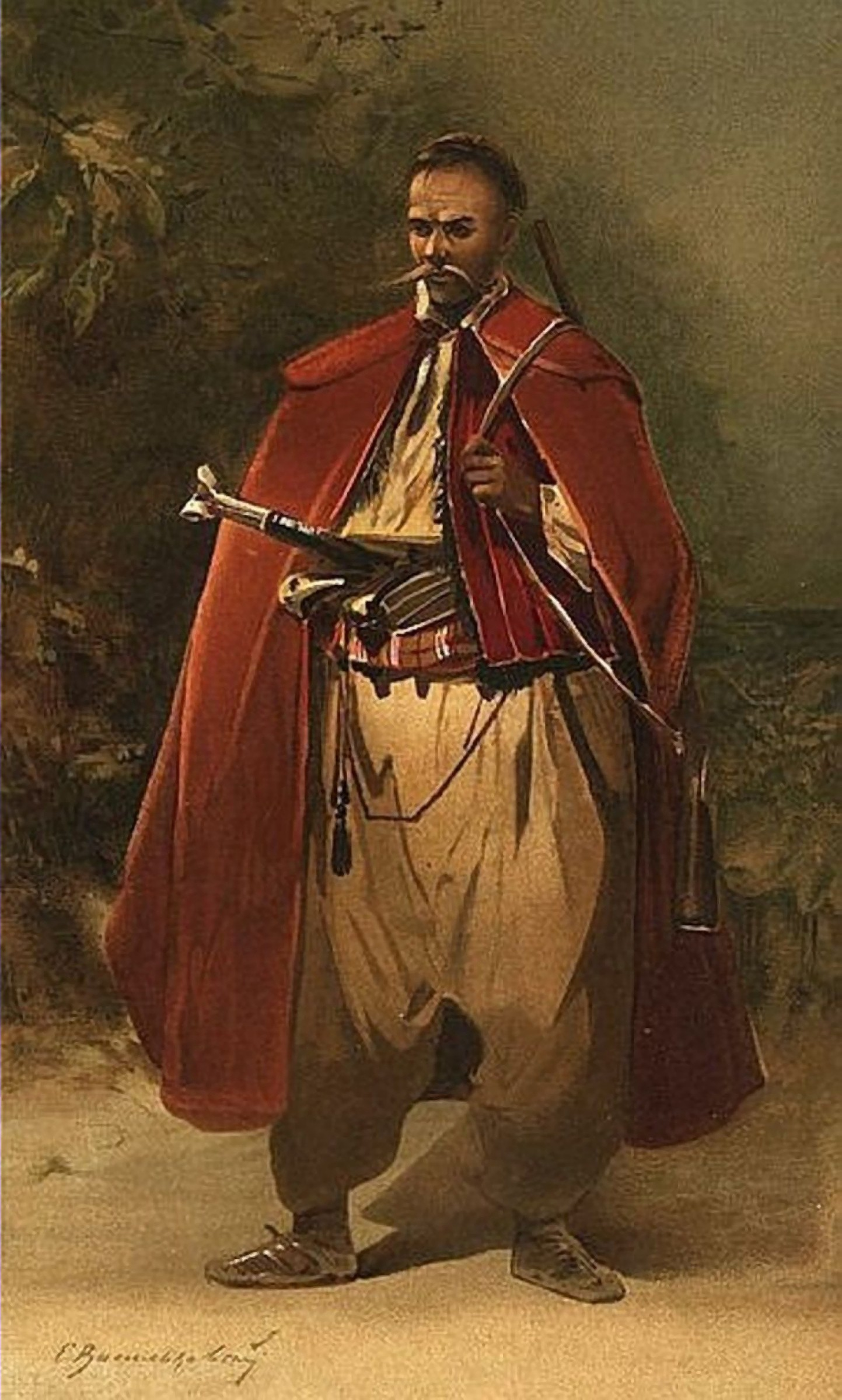
El cosaco del Danubio de Sergui Vasilkivski (19??)

La Sich del Danubio (en ucraniano: Задунайська Січ) fue un asentamiento fortificado (sich) de los cosacos zaporogos que tras la desarticulación de su hueste y la destrucción de la sich de Zaporizhia se asentaron en la región del delta del Danubio, por aquel entonces (1775) en el Imperio otomano. En agosto de 1775, Catalina II había mandado destruir la Sich de Zaporozhia, tarea que fue llevada a cabo por el general Petar Tekelija. 

## Historia

### Destrucción del Sich
Tras el tratado de Küçük Kaynarca, que puso fin a la guerra ruso-turca de 1768-1774 e incorporó el janato de Crimea a los territorios del Imperio ruso, los cosacos de Zaporizhia perdieron su papel como combatientes salvaguardando la frontera del Imperio. Su otro enemigo, la Mancomunidad de Polonia-Lituania se hallaba muy debilitado y a punto de ser dividido entre sus vecinos. Esta situación provocaba que el poder militar de la sich fuera cada vez más superfluo. No obstante su existencia era una molestia para las autoridades imperiales rusas, que querían colonizar las tierras adquiridas mediante el tratado. Tras varios ataques a colonias de inmigrantes serbios y con el apoyo de los cosacos a la rebelión de Pugachov, la zarina Catalina II decidió dar órdenes al general Piotr Tekeli de acabar con la problemática sich.
En la campaña de Tekeli, llevada a cabo en junio de 1775 no se derramó sangre. La sich fue rodeada con la infantería y artillería del Ejército Imperial Ruso y se comunicó a los cosacos, encabezados por el koshovi otamán Petró Kalnishevski, un ultimátum. Bajo el mando del starshiná Liaj, y sin conocimiento de Kalnishevski, se llegó a un acuerdo por el cual se permitiría a un grupo de 50 cosacos ir a pescar al río Ingul en las provincias otomanas del Bug Meridional. Con ese pretexto escaparon unos cinco mil cosacos (aproximadamente el 30 % de la hueste). A estos se les unieron numerosos campesinos que huían de la servidumbre en Rusia y se asentaron en la orilla izquierda del Danubio Budjak), en manos del Imperio otomano, que les permitió asentarse allí. En 1778 los cosacos sumaban 12 000 hombres. El sultán Abd-ul-Hamid I decidió crear para su servicio una hueste cosaca, y les entregó tierra en el curso inferior del río Dniéster en la actual Transnistria bajo su tutela. 
El estallido de la guerra ruso-turca de 1787-1792, dividió a los cosacos, de modo que algunos de ellos volvieron a Rusia a unirse a la hueste de cosacos zaporogos leales a Rusia que acabaría convirtiéndose en la hueste de cosacos del Kubán, formada con los cosacos zaporogos que permanecieron en la sich. Tras la guerra ruso-turca de 1806-1812, Besarabia pasó a manos rusas, con lo que los cosacos que habían colonizado el bajo Dniéster perdieron el derecho a sus tierras.

### Rivalidad con los nekrasovitas
Tras la derrota del Imperio otomano en 1792, algunos de los cosacos se unieron al ejército en retirada en su cruce del Danubio, donde el sultán les permitió la construcción de nuevos asentamientos, la sich Katerlets. Este poblado se hallaba en tierras próximas a las de los cosacos de Nekrásov y lipovanos. Aparecieron tensiones entre las dos huestes de cosacos sobre sus derechos sobre la tierra y la pesca. En 1794, los nekrasovitas atacaron y destruyeron Katerlets, tras lo que las autoridades de la Sublime Puerta reasentaron a los zaporogos del Danubio río arriba, en la isla de Brailov. El nuevo territorio era mucho más pobre en pesca, lo que provocó que un grupo de 500 cosacos, liderados por el koshovýi otamán Pomeló, regresaran a Rusia. 
En 1800, la península de los Balcanes estalló con las revueltas lideradas por Osman Pazvantoğlu, que se rebeló contra el sultán Selim III. Prometió a los nekrasovitas todo el bajo Danubio para ganarse su apoyo. Los zaporogos del Danubio, viendo así una oportunidad de sacarle ventaja a sus adversarios, se pusieron del lado del sultán. La guerra civil que se libró a continuación causó importantes bajas en ambas huestes de cosacos. Cuando finalmente se sofocó la rebelión, los zaporogos fueron recompensados por el nazir de Brailov, que les permitió regresar a Katerlets en 1803. No obstante esta victoria, los nekrasovitas se pusieron bajo la protección del comandante de Izmail, Pejlevanoğlu. Con su ayuda, atacaron de nuevo la sich en 1805, saqueándolo. Los zaporogos supervivientes huyeron a Brailov.
La guerra ruso-turca de 1806-1812 causó divisiones entre los cosacos del Danubio. Tras la conquista rusa del Danubio, los koshovýi otamán Trofim Gaibadura e Iván Guba ofrecieron su lealtad al Imperio ruso. Se les permitió asentarse en la región del Budjak y por decreto de Alejandro I del 20 de enero de 1807 formaron la hueste del Bajo Danubio-Budjak, que solo duraría cinco meses, ya que los terratenientes moldavos y ucranianos se quejaban de que sus siervos huían a Kiliya y  Galats, donde se asentaban los cosacos. El 20 de junio, la hueste, que contaba únicamente con 1 387 hombres, fue disuelta. Aproximadamente 500 de ellos emigraron al Kubán. El resto de cosacos del Danubio, que habían considerado el retorno a Rusia, tuvieron que cambiarsus planes. Muchos de los nekrasovitas fueron perdonados y admitidos en Rusia, tras negociaciones con el general Mijaíl Kutúzov. Por el tratado de Bucarest de 1812 el delta del Danubio pasó a dominio ruso. La vieja rivalidad se mostró de nuevo, y los zaporogos del Danubio atacaron a sus enemigos nekrasovitas en 1813, retomando Katerlets. El fuerte conflicto entre las dos huestes, que sorprendió a las autoridades imperiales otomanas, finalizó con la captura zaporoga de la capital nekrasovita, Verjni Dunávets (en la actual Bulgaria) en 1814. Allí fundaron su tercera y última sich. Este conflicto significó el fin de la presencia nekrasovita en los Balcanes. Muchos se reasentarían en Anatolia, y los que se quedaron en el Danubio se acabaron integrando en la hueste de zaporogos del Danubio.

### Al servicio del sultán
Los conflictos volvieron a los Balcanes tras unos años de paz con el estallido de la guerra de independencia de Grecia. En 1821
el comandante ruso-griego Aleksandr Ypsilantis realizó una incursión en Valaquia desde Rusia al mando de los griegos de Eteria. Los cosacos del Danubio, bajo el mando del koshovi otamán Nikífor Beluga, ayudaron a derrotarlo. Cinco mil cosacos comandados por Semión Moroz fueron enviados a Grecia para combatir del lado de los turcos. En 1824, participaron en el asalto de Mesolongi. Moroz moriría en la batalla naval de la isla de Quíos.
En este periodo la sich del Danubio vivió su auge, con entre 10 000 y 15 000 miembros, controlando toda la región del delta del Danubio, en la que tenían bajo control personal del koshovi otomán seis pueblos. En Verjni Dunavets había 38 asentamientos (kuren) con nombres provenientes de la sich de Zaporizhia. Son embargo, la nueva sich era diferente de su antecesora. Ya no existían starshinás en la hueste, y solo los cosacos solteros eran elegibles para el servicio militar. Los polkovniks eran designados temporalmente por el koshovi otamán. La hueste carecía de caballería, estaba formada por infantería en botes. La estructura social también comenzaba a fragmentarse: en lugar de la tradicional igualdad entre los cosacos, algunos de los pescadores, comerciantes y terratenientes se hicieron rayah (un escalón social más alto en la administración otomana de los no musulmanes que se conseguía con el pago de impuestos).

### Fin
En 1825 el koshovyi otamán Litvin prometió enviar otra expedición a Grecia, pero en lugar de acudir en ayuda de los otomanos, desapareció sin dejar rastro. Los acontecimientos en Grecia afectaban de nuevo a las relaciones entre los imperios ruso y otomano, estallando una nueva guerra ruso-turca. Entre los cosacos del Danubio hubo de nuevo una división entre los partidarios de Rusia y los de Turquía. Los primeros deseaban regresar a Rusia si se otorgaba el perdón. Con el avance de las tropas rusas del mariscal de campo Piotr Wittgenstein, que amenazaban por capturar la sich, el sultán decidió realojar a los cosacos en Adrianópolis, la actual Edirne, y ordenó al nuevo koshovi otamán Osip Gladki reunir a la hueste en Silistra, en la actual Bulgaria. Gladki provenía de una familia terrateniente de Poltava, pero en 1820 dejó su casa para ganarse la vida, y tras varios negocios infructuosos en Crimea y Odesa, dejó Rusia para unirse a la hueste. Tomó parte en la campaña de Mesolongi, tras la que fue elegido kurenni atamán del kuren Platnírovski y el día de Pokrov (1 de octubre) de ese año koshovi atamán.
Gladki solo reunió a los que sospechaba que eran leales a los otomanos (unos dos mil hombres) y partió para Silistra. Cuando llegó allí, solicitó volver a la sich para reclutar más hombres. Al regresar, en lugar de ello, convocó una rada cosaca y anunció su decisión de pasar a toda la hueste al bando ruso. El 10 de mayo de 1828, Gladki, junto con 218 cosacos y 578 rayah cruzaron el Danubio con todas las posesiones de la sich, hacia Rusia. Tras desembarcar en la orilla izquierda, fueron trasladados al cuartel general ruso, donde se arrodillaron ante el zar Nicolás I, que se dice que dijo: "Dios os perdona, la Patria os perdona, y yo también os perdono".
Los cosacos del Danubio fueron amnistiados por su pasado y consiguieron recobrar la confianza del zar, que cruzó el Danubio con el ejército imperial ruso en el mismo bote con el que Gladki lo cruzó en la ida, con sus polkovniks remando. El zar permitió a los cosacos del Danubio formar la nueva Hueste de Zaporizhia Especial (Отдельное Запорожное Войско), de la que Gladki fue nombrado atamán. La nueva hueste contaba nada más que con cinco sotnias de infantería, por lo que pasó a depender de la Flotilla del Danubio. A pesar de su reducido número, pronto se demostrarían de gran valor por su conocimiento del complicado delta del Danubio. Participaron en el asalto de İshakçı, por el que diez cosacos recibieron la Orden de San Jorge. El destino de aquellos cosacos del Danubio que rechazaron seguir a Gladki fue trágico. 
Enterado de la traición de Gladki, el sultán ordenó a sus tropas jenízaras arrasar la sich, masacrar a su población y quemar su iglesia. Aquellos que se hallaban concentrados en Silistra, fueron enviados a trabajos forzados en el interior de Turquía.
Tras el fin de la guerra, Rusia obtuvo el extenso territorio de los principados del Danubio. Nicolás I decidió formar una nueva hueste de los cosacos del Danubio, que debía incluir a los descendientes de aquellos zaporogos huidos de Rusia que no se habían unido al sultán y que se asentaron en Besarabia. También incluyó a nekrasovitas leales y muchos voluntarios de los pueblos balcánicos. A los hombres de Gladki, que pertenecía a otra hueste diferenciada, se les conminó a emigrar al Kubán -que Gladki visitó en 1830-, donde se desarrollaba la guerra del Cáucaso, por lo que se consideró que un viaje tan largo para un grupo tan pequeño podía ser demasiado difícil. Por ese motivo, el zar permitió a Gladki permanecer en Novorosiya y asentarse en tierras que hallara deshabitadas. Gladki escogió la costa septentrional del mar de Azov, cerca de Berdiansk. En mayo de 1832 condujo a sus hombres al nuevo territorio, donde formaron la hueste de cosacos del Azov. Inicialmente consistía en 2 336 personas (en las que se incluían 687 mujeres). La nueva hueste era la única fuerza cosaca del imperio con un papel naval, pues actuaban como guardia costera en las costas del Cáucaso y Crimea, defendiéndolas de las incursiones turcas y circasianas.
Los cosacos que consiguieron escapar de la venganza del sultán, pero no regresaron a Rusia, se trasladaron al delta del Danubio, donde en 1830 sumaban 1 095 familias. Durante años se les unieron otros campesinos que huían de la servidumbre en el Imperio ruso. Actualmente aún vive una pequeña minoría ucraniana en la región de Dobruja de Rumanía. En 1992, según las estadísticas oficiales rumanas, sumaban cuatro mil individuos, mientras que la comunidad local afirma que son unos veinte mil. Conocidos como rusnaks continúan manteniendo el estilo cosaco de vida dedicado a la caza y a la pesca.